# Rivière Saint-Jean Nord-Est
Rivière Saint-Jean Nord-Est är ett vattendrag i Kanada.   Det ligger i provinsen Québec, i den östra delen av landet, 1 000 km nordost om huvudstaden Ottawa.
I omgivningarna runt Rivière Saint-Jean Nord-Est växer i huvudsak barrskog. Trakten runt Rivière Saint-Jean Nord-Est är nära nog obefolkad, med mindre än två invånare per kvadratkilometer.